# 디플로맷츠
디플로맷츠(The Diplomates) 또는 딥셋(Dipset)은 캄론과 짐 존스가 2002년에 할렘가를 기반으로 결성한 힙합 그룹이다.

## 데뷔
이 그룹이 최초로 등장한 것은 캄론의 앨범인 S.D.E.였다. 이때는 대부분의 멤버들이 락커펠라 레코드에 소속되어 있었으나, 나중에 자체 레이블인 디플로맷 레코드를 만들어 이적했다.

## 분열
2007년 12월에 짐 존스는 구성원들 간에 다수의 다툼이 있지만, 장차 그룹을 재결성할 예정이라고 인터뷰에서 밝혔다. 40 Cal.도 다른 인터뷰를 통해 그룹 내 구성원들간의 불화에도 불구하고 구성원들간의 협력은 계속될 것이라고 밝혔다.

## 디스코그래피

### 앨범
- 2003년 : Diplomatic Immunity
- 2004년 : Diplomatic Immunity 2

### 컴필레이션 앨범
- 2005년 : More Than Music Vol. 1
- 2006년 : The Movement Moves On
- 2007년 : More Than Music Vol. 2

### DVD
- The Original Harlem Diplomats
- Sippin' On Sizzurp Bonus DVD
- A Day in the Fast Life
- Killa Season
- Eye Of The Eagle